# Joel Moore
Joel David Moore (Portland, Oregon, Estados Unidos, 25 de setembro de 1977) é um ator, diretor de cinema e produtor norte-americano. Ele cursou artes cênicas na universidade antes de se mudar para Los Angeles para seguir a carreira cinematográfica. Sua estreia no cinema foi com uma breve aparição no filme Foxfire em 1996, e seu primeiro papel de destaque foi como Owen Dittman na comédia Com a Bola Toda (2004), seguido por papéis na comédia Uma Escola de Arte Muito Louca (2006) e no filme de terror independente Hatchet (2006).
Em 2008, foi escalado para o papel de Colin Fisher na série Bones da Fox, um papel convidado que ele interpretou por dezesseis episódios até a conclusão da série em 2017. Também tem participado de outras séries televisivas, como City Guys, Boston Public, Six Feet Under e LAX. Em 2009, Moore foi escalado como Dr. Norm Spellman no filme Avatar, de James Cameron, papel que reprisará nas futuras sequências da obra. Moore estreou na direção em 2007, em um filme de thriller psicológico chamado Spiral, conhecido no Brasil como Círculo do Pânico. Ele também já apareceu em alguns videoclipes, colaborando nos vídeos de canções como "Waking Up in Vegas", de Katy Perry e "Beat It", da banda Fall Out Boy.

## Primeiros anos
Moore nasceu em 25 de setembro de 1977 em Portland, Oregon, filho de Missy Moore (nascida Irvine) e John Moore. Joel foi criado em Portland, onde sua família residia no bairro de Mounte Tabor. Ele se formou na Benson Polytechnic High School em 1995.
Depois do ensino médio, Moore estudou artes cênicas no Mt. Hood Community College em Gresham, Oregon, por dois anos. Em 1998, ele se transferiu para a Southern Oregon University em Ashland, Oregon, onde obteve seu bacharelado em Belas Artes em 2001 e se apresentou em duas ocasiões no Oregon Shakespeare Festival, evento teatral importante na região.

## Carreira

### 1996–2007: primeiros trabalhos
O primeiro papel de Joel em uma produção cinematográfica foi uma pequena participação no filme Foxfire, um drama de 1996 com Angelina Jolie no elenco e  filmado em 1995 na cidade natal de Moore, Portland, Oregon. Antes de se estabelecer em Hollywood, ele protagonizou um vídeo sobre consumo excessivo de drogas por menores de idade chamado Drug Wars: The High Times (1999), dirigido por Tom Monson. Em 2000, Moore se mudou para Los Angeles, Califórnia, e apareceu em vários comerciais de televisão, incluindo anúncios do eBay, Cingular Wireless e Best Buy. Ele participou de uma campanha internacional para uma filial da empresa de celulares Siemens, a XELIBRI, que foi premiada com o Leão de Prata no Festival de Publicidade de Cannes em 2003.
O primeiro filme notório de Moore foi Dodgeball: A True Underdog Story (Com a Bola Toda, no Brasil), uma comédia de 2004. Entre 2004 e 2005, ele apareceu em um papel recorrente na série LAX, da NBC. Em 2006, atuou no filme Grandma's Boy (Queridinho da Vovó, no Brasil) e interpretou um estudante de arte desiludido no filme de comédia dramática Art School Confidential (no Brasil, Uma Escola de Arte Muito Louca), dirigida por Terry Zwigoff. No mesmo ano, ele interpretou seu primeiro protagonista no cinema, no filme de terror independente Hatchet, dirigido por Adam Green, e fez uma pequena participação em The Shaggy Dog, da Walt Disney Pictures.
Em 2007, teve um papel coadjuvante no filme El Muerto, adaptação 	live action de uma série de história em quadrinhos de mesmo nome. Foi também nesse ano que Moore dirigiu seu primeiro filme, o thriller psicológico Spiral (Círculo do Pânico, no Brasil), que ele filmou em sua cidade natal, Portland, e co-estrelou com Amber Tamblyn. Esse filme foi co-dirigido por Adam Green, amigo de Moore, com quem ele trabalhou no filme Hatchet, em 2006.

### 2008–presente: ator e diretor
Em 2008, ele foi escalado para interpretar Dr. Norm Spillman, personagem coadjuvante no filme Avatar, dirigido por James Cameron e lançado em 2009. Ainda em 2008, foi escalado como Collin Fisher na telessérie Bones, da Fox, papel que ele interpretou por dezesseis episódios até 2017, quando a série foi concluída. Moore também teve um papel coadjuvante em Beyond a Reasonable Doubt (2009), um remake do filme de 1956 com o mesmo nome. Ele também contracenou com Katy Perry no videoclipe da canção "Waking Up in Vegas", em 2009.
Outros papéis no cinema incluem uma participação em Savages, filme de 2012 dirigido por Oliver Stone, e em Gone (2012), thriller policial no qual contracenou com Amanda Seyfried. Moore dirigiu uma comédia de humor negro chamada Killing Winston Jones em 2012 em Savannah, na Geórgia, contando com Danny Glover, Jon Heder e Richard Dreyfuss no elenco, com lançamento previsto para 2018.
Moore também reprisou seu papel com uma participação especial no filme Hatchet III. Entre 2014 e 2015, interpretou um dos papéis principais na série Forever, também atuou no cinema no thriller de 2014 The Guest (O Hóspede, no Brasil) e interpretou Joey Ramone no filme histórico norte-americano CBGB (2013).
Em 2016, dirigiu um longa-metragem de comédia dramática chamado Youth in Oregon, estrelado por Frank Langella, Christina Applegate e Billy Crudup. Em 2017, foi anunciado que Moore assinou contrato para aparecer em ambas as sequências de Avatar, Avatar 2 (2020) e Avatar 3 (2021).

## Filmografia

### Cinema

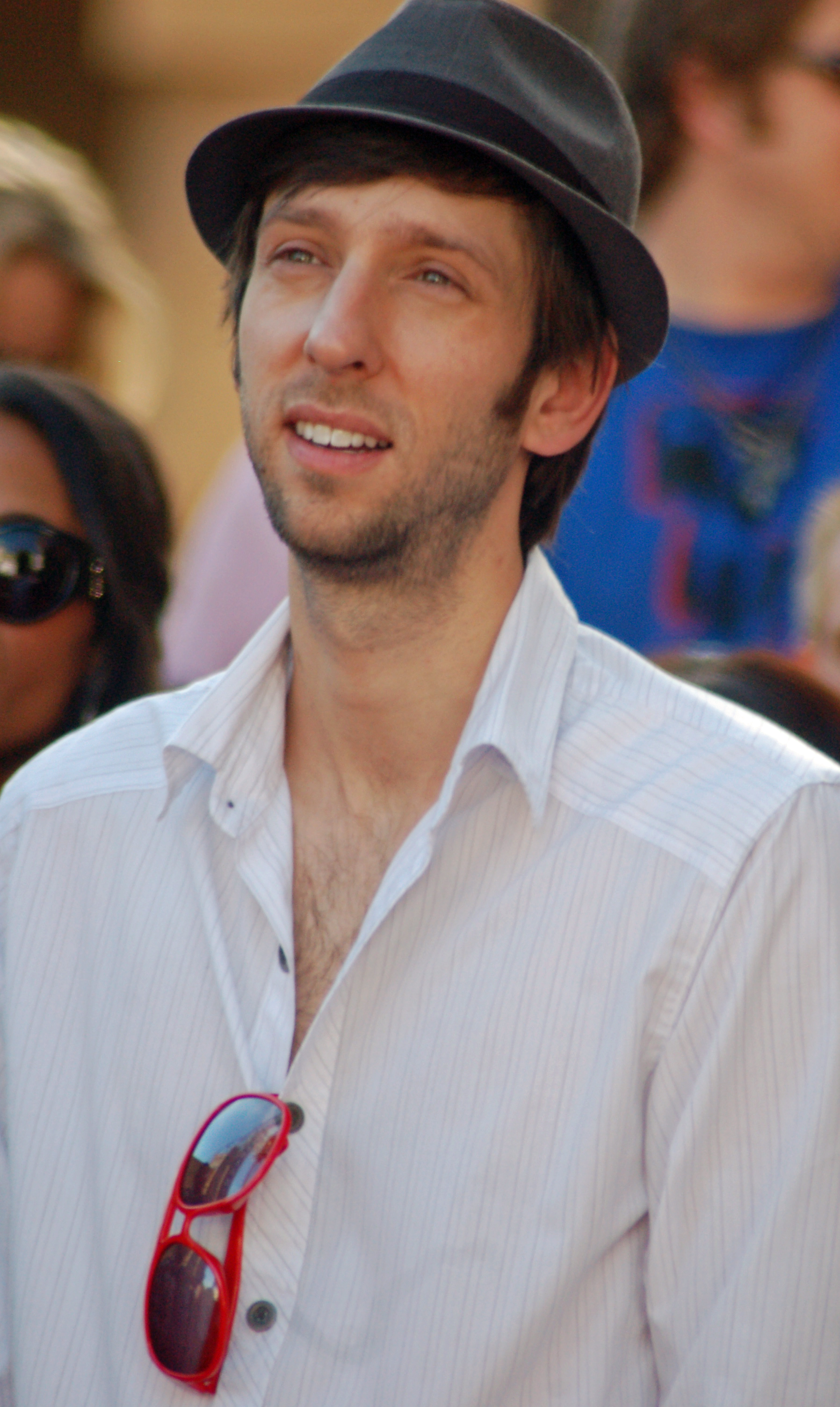
Moore em 2009, na cerimônia em que James Cameron recebeu uma estrela na Calçada da Fama.

| Ano          | Título                           | Papel             | Notas                                                      |
| ------------ | -------------------------------- | ----------------- | ---------------------------------------------------------- |
| 1996         | Foxfire                          | Primeiro Geek     |                                                            |
| 2000         | Drug Wars, The High Times        | Jake              |                                                            |
| 2004         | Raising Genius                   | Rolf              |                                                            |
| 2004         | Dodgeball: A True Underdog Story | Owen Dittman      |                                                            |
| 2005         | Reel Guerrillas                  | Nick Walker       | The Dukes Of Hazzard: The Beginning                        |
| 2006         | Grandma's Boy                    | J.P.              |                                                            |
| 2006         | The Shaggy Dog                   | Pound Employee    |                                                            |
| 2006         | Art School Confidential          | Bardo             |                                                            |
| 2006         | Miles from Home                  | Miles             |                                                            |
| 2006         | The Elder Son                    | Miles             |                                                            |
| 2006         | Hatchet                          | Ben               |                                                            |
| 2007         | American Hustle                  | 3.º Espartano     |                                                            |
| 2007         | El Muerto                        | Zak               |                                                            |
| 2007         | Spiral                           | Mason             | Também diretor                                             |
| 2007         | Shanghai Kiss                    | Joe               |                                                            |
| 2008         | The Hottie and the Nottie        | Nate Cooper       | Framboesa de Ouro de pior casal em cena (com Paris Hilton) |
| 2008         | Wieners                          | Greg              |                                                            |
| 2008         | The Tiffany Problem              | Sam Hane          | Curta-metragem                                             |
| 2008         | Fairy Tale Police                | Big Bad Wolf      |                                                            |
| 2009         | Beyond a Reasonable Doubt        | Corey Finley      |                                                            |
| 2009         | Bed Ridden                       | Jay               | Curta-metragem                                             |
| 2009         | Stuntmen                         | Troy Lebowski     |                                                            |
| 2009         | Avatar                           | Dr. Norm Spellman |                                                            |
| 2010         | The Third Rule                   | Peter             | Curta-metragem                                             |
| 2010         | Janie Jones                      | Dave              |                                                            |
| 2011         | Chillerama                       | Adolf Hitler      | Segmento: "The Diary of Anne Frankenstein"                 |
| 2011         | Grassroots                       | Grant Cogswell    |                                                            |
| 2011         | Julia X 3D                       | Sam               |                                                            |
| 2011         | Shark Night                      | Gordon            |                                                            |
| 2012         | Gone                             | Nick Massey       |                                                            |
| 2012         | Jewtopia                         | Adam Lipschitz    |                                                            |
| 2012         | Savages                          | Craig             |                                                            |
| 2013         | Hatchet III                      | Ben               | Participação especial                                      |
| 2013         | CBGB                             | Joey Ramone       |                                                            |
| 2014         | The Guest                        | Craig             |                                                            |
| 2014         | #Stuck                           | Guy               |                                                            |
| 2014         | Grace: The Possession            | Luke              |                                                            |
| 2015         | Divine Access                    | Nigel             |                                                            |
| 2016         | Youth in Oregon                  | _                 | Diretor                                                    |
| 2017         | Drone                            | Gary              |                                                            |
| 2020         | Avatar 2                         | Dr. Norm Spellman | Em produção                                                |
| 2021         | Avatar 3                         | Dr. Norm Spellman | Em produção                                                |
| por anunciar | Killing Winston Jones            | Paavo             | Em pós-produção; também diretor                            |

### Televisão
| Ano       | Título                              | Papel                  | Notas                                          |
| --------- | ----------------------------------- | ---------------------- | ---------------------------------------------- |
| 2001–02   | Boston Public                       | Hartzell               | 2 episódios                                    |
| 2002      | Deep Cover                          | Pete Steinem           |                                                |
| 2002      | Boomtown                            | Usher #2               | Episódio: "Insured by Smith & Wesson"          |
| 2002      | Providence                          |                        | Episódio: "The Eleventh Hour"                  |
| 2003      | Sabrina, the Teenage Witch          | Pete                   | Episódio: "Romance Looming"                    |
| 2003      | Angel                               | Karl Vamp              | Episódio: "Salvage"                            |
| 2003      | Six Feet Under                      | Video Clerk            | Episódio: "The Opening"                        |
| 2003      | Strong Medicine                     | Dan                    | Episódio: "Bad Liver"                          |
| 2004      | The Amazing Westermans              |                        | Filme de televisão                             |
| 2004      | The Guardian                        | Malcolm Reeves         | Episódio: "Sparkle"                            |
| 2004–2005 | LAX                                 | Eddie Carson           | Papel recorrente, 9 episódios                  |
| 2005      | Cooked                              | Mike                   | Filme de televisão                             |
| 2005      | The Inside                          | Brian Pines            | Episódio: "Declawed"                           |
| 2005      | CSI: Crime Scene Investigation      | Cara do Chapéu Amarelo | Episódio: "Dog Eat Dog"                        |
| 2005–2006 | E-Ring                              | Greg – NSA Liaison     | Papel recorrente, 5 episódios                  |
| 2007      | The Dukes of Hazzard: The Beginning | Cooter                 | Filme de televisão                             |
| 2007      | House M.D.                          | Eddie                  | Episódios: "One Day, One Room", "Act Your Age" |
| 2008–2017 | Bones                               | Colin Fisher           | Papel recorrente, 16 episódios                 |
| 2008      | My Name Is Earl                     | Clyde                  | Episódio: "Quit Your Snitchin'"                |
| 2009–2010 | Medium                              | Keith Bruning          | 4 episódios                                    |
| 2010      | Chuck                               | Mackintosh             | Episódio: "Chuck Versus the Couch Lock"        |
| 2011      | Hawaii Five-0                       | Sheldon Tunney         | Episódio: "Kai e'e"                            |
| 2011      | Last Man Standing                   | Bruce                  | Episódios: "Pilot", "Grandparents Day"         |
| 2012      | Transformers: Darkness Rising       | Strongarm              | Dublador                                       |
| 2014–2015 | Forever                             | Lucas Wahl             | Personagem principal                           |
| 2017      | Budding Prospects                   | Phil                   | Filme de televisão                             |
| 2017      | American Housewife                  | Capitão Beauregard     | Episódio: "Gala Auction"                       |
| 2018      | Agentes da S.H.I.E.L.D.             | Noah                   | Episódio: "All the Comforts of Home"           |

### Videoclipes
| Ano  | Canção                           | Artista          |
| ---- | -------------------------------- | ---------------- |
| 2001 | "Youth Of The Nation"            | P.O.D.           |
| 2008 | "Beat It"                        | Fall Out Boy     |
| 2009 | "Waking Up in Vegas"             | Katy Perry       |
| 2010 | "It's Not Christmas Without You" | Katharine McPhee |